# State Fair (Volksfest)

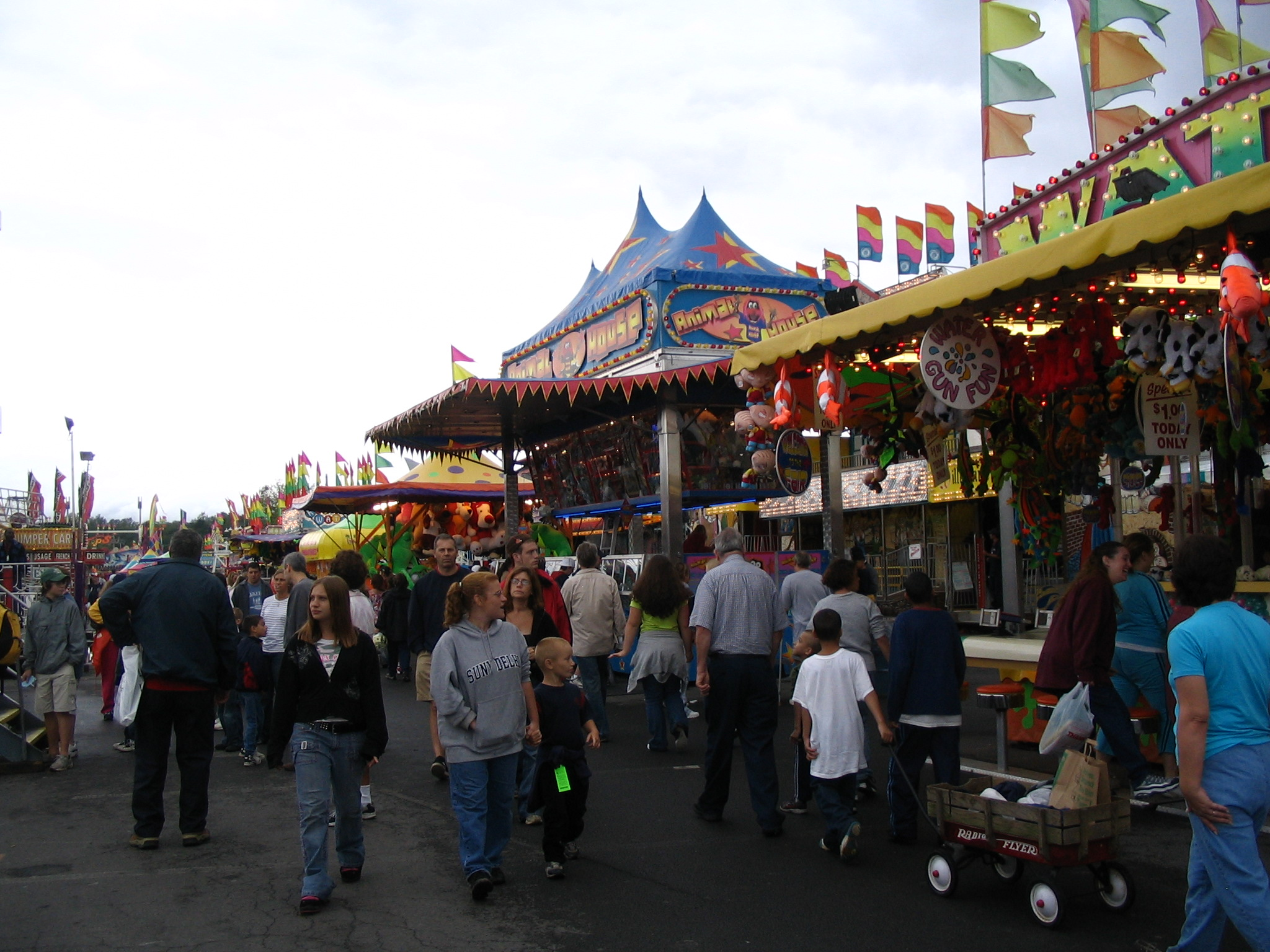
New York State Fair

Die State Fairs sind jährliche Veranstaltungen, die von den meisten US-Bundesstaaten veranstaltet werden. Sie waren ursprünglich fast reine Landwirtschaftsschauen, entwickelten sich jedoch mehr und mehr zu großen Volksfesten bzw. Jahrmärkten. Seit Mitte des 19. Jahrhunderts wurden auf State Fairs landwirtschaftliche Produkte ausgestellt und traten in Wettbewerben gegeneinander an. Heute werden die Feste meistens von Fahrgeschäften und Wettbewerben bestimmt, die oft nur am Rande mit der Landwirtschaft in Verbindung stehen. Einzelne der State Fairs erreichen Besucherzahlen von über einer Million Personen.

## Liste von State Fairs

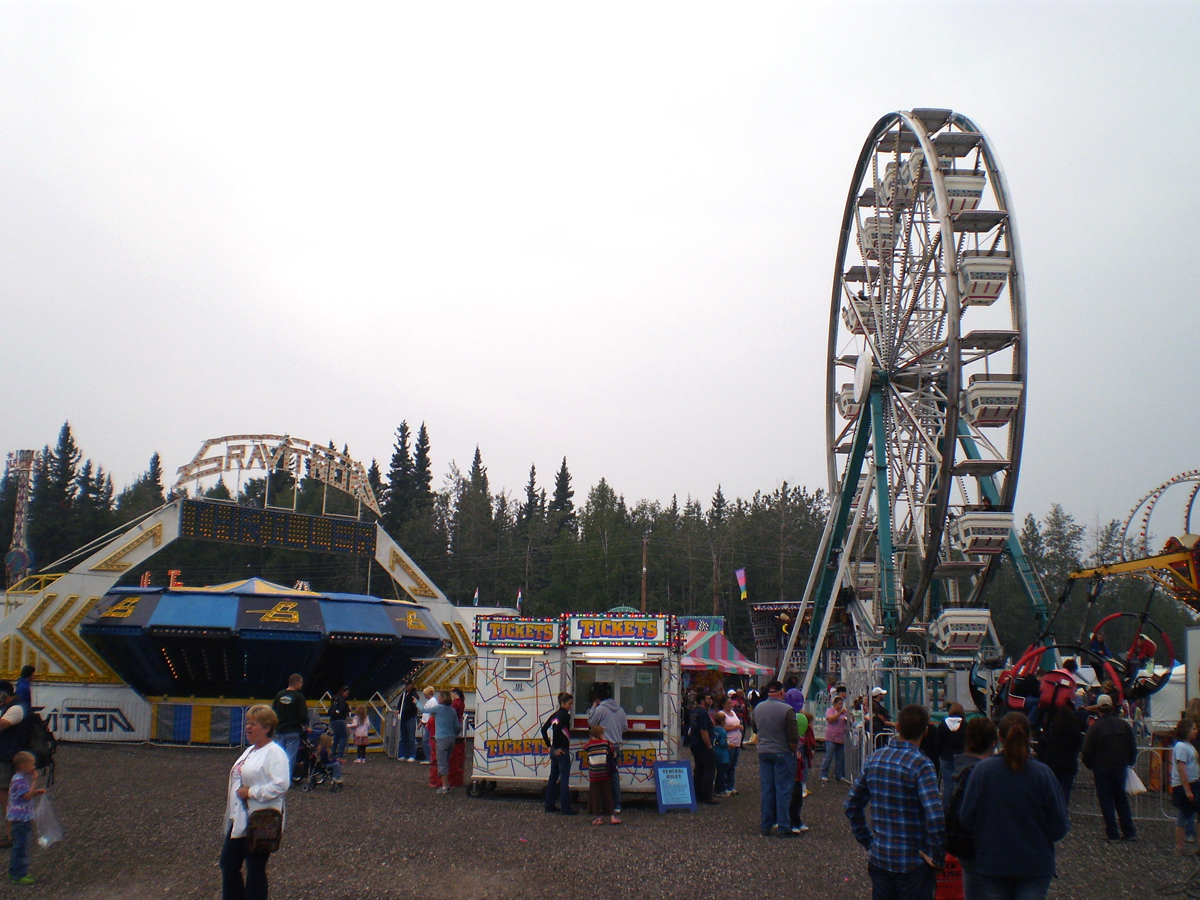
Die Tanana Valley State Fair in Fairbanks (2009)

Jeder der 50 US-Bundesstaaten hat mindestens eine Ausstellung, an der er sich beteiligt, einige der größeren Staaten gar mehrere. Die als The Big E bekannte Ausstellung umfasst die sechs flächenmäßig kleinen Bundesstaaten Connecticut, Maine, Massachusetts, New Hampshire, Rhode Island und Vermont.
Diese Liste enthält die großen State Fairs der USA. Die größten Veranstaltungen sind die State Fair of Texas und diejenige von Minnesota, die jeweils über 2 Millionen Besucher anziehen, vor der Big E und der New York State Fair.
| Bundesstaat oder Region | Name der Messe                     | Ort              | Jährliche Besucherzahlen    | Besucherquote relativ zur Bevölkerung des Gebietes |
| ----------------------- | ---------------------------------- | ---------------- | --------------------------- | -------------------------------------------------- |
| !a                      | !a                                 | !a               | -9999                       |                                                    |
| !a                      | !a                                 | !a               | 10000000000                 |                                                    |
| Alabama                 | Alabama State Fair                 | Birmingham       |                             |                                                    |
| Alabama                 | Alabama National Fair              | Montgomery       |                             |                                                    |
| Alaska                  | Kenai Peninsula State Fair         | Ninilchik        | 7300 (2013)                 | 0,99%                                              |
| Alaska                  | Southeast Alaska State Fair        | Haines           |                             |                                                    |
| Alaska                  | Tanana Valley State Fair           | Fairbanks        |                             | 12,49 %                                            |
| Alaska                  | Alaska State Fair                  | Palmer           | 299698 (2015)               | 40,68 %                                            |
| Arizona                 | Arizona State Fair                 | Phoenix          | 1102044 (2015)              | 16,37 %                                            |
| Arizona                 | Navajo Nation Fair                 | Window Rock      | 100000 (2016)               | 57,58 % (der Navajo)                               |
| Arkansas                | Arkansas State Fair                | Little Rock      | 473106 (2015)               | 15,95 %                                            |
| Kalifornien             | California State Fair              | Sacramento       | 673237 (2016)               | 1,7 %                                              |
| Colorado                | Colorado State Fair                | Pueblo           | 466576 (2016)               | 8,71 %                                             |
| Delaware                | Delaware State Fair                | Harrington       | 262587 (2016)               | 28,07 %                                            |
| District of Columbia    | DC State Fair                      | Washington       |                             |                                                    |
| Florida                 | Florida State Fair                 | Tampa            | 395435 (2016)               | 1,99 %                                             |
| Georgia                 | Georgia State Fair                 | Hampton          |                             |                                                    |
| Georgia                 | Georgia National Fair              | Perry            | 535000 (2016)               | 5,30 %                                             |
| Georgia                 | North Georgia State Fair           | Marietta         | 320000 (2016)               | 3,17 %                                             |
| Hawaii                  | Hawaii 50th State Fair             | Aiea             |                             |                                                    |
| Idaho                   | Eastern Idaho State Fair           | Blackfoot        | 249892 (2021)               | 14,08 %                                            |
| Idaho                   | Western Idaho Fair                 | Boise            | 243474 (2016)               | 14,90 %                                            |
| Idaho                   | North Idaho Fair                   | Coeur d'Alene    | 168567 (2022)               | 5,18 %                                             |
| Illinois                | DuQuoin State Fair                 | Du Quoin         |                             |                                                    |
| Illinois                | Illinois State Fair                | Springfield      | 509000 (2019)               | 4,00 %                                             |
| Indiana                 | Indiana State Fair                 | Indianapolis     | 730000 (2016)               | 11,07 %                                            |
| Iowa                    | Iowa State Fair                    | Des Moines       | 1130260 (2018)              | 35,93 %                                            |
| Kansas                  | Kansas State Fair                  | Hutchinson       | 359808 (2016)               | 12,39 %                                            |
| Kentucky                | Kentucky State Fair                | Louisville       | 609955 (2017)               | 13,7 %                                             |
| Louisiana               | Cajun Heartland State Fair         | Lafayette        |                             |                                                    |
| Louisiana               | Greater Baton Rouge State Fair     | Baton Rouge      |                             |                                                    |
| Louisiana               | State Fair of Louisiana            | Shreveport       | 379700 (2017)               | 9,78 %                                             |
| Maine                   | Bangor State Fair                  | Bangor           |                             |                                                    |
| Maine                   | Skowhegan State Fair               | Skowhegan        |                             |                                                    |
| Maine                   | Fryeburg Fair                      | Fryeburg         | 166838 (2016)               | 12,54 %                                            |
| Maryland                | Maryland State Fair                | Timonium         | 588000 (2013)               | 9,53 %                                             |
| Michigan                | Michigan State Fair                | Novi             | 92000 (2014)                | 0,93%                                              |
| Michigan                | Upper Peninsula State Fair         | Escanaba         | 80000 (2013)                | 0,81%                                              |
| Minnesota               | Minnesota State Fair               | Falcon Heights   | 2126551 (2019)              | 37,90 %                                            |
| Mississippi             | Mississippi State Fair             | Jackson          | 733151 (2016)               | 24,49 %                                            |
| Missouri                | Missouri State Fair                | Sedalia          | 366218 (2013)               | 6,04 %                                             |
| Montana                 | Montana State Fair                 | Great Falls      | 54938 (2015)                | 5,37 %                                             |
| Montana                 | MontanaFair                        | Billings         | 226333 (2016)               | 22,10 %                                            |
| Nebraska                | Nebraska State Fair                | Grand Island     | 379108 (2017)               | 19,88 %                                            |
| Nevada                  | Nevada State Fair                  | Reno             | Geschlossen                 |                                                    |
| Nevada                  | The Nevada Fair                    | Carson City      | 22000 (2015)                | 0,77%                                              |
| New England             | The Big E                          | West Springfield | 1629527 (2019)              | 10,97 %                                            |
| New Hampshire           | Hopkinton State Fair               | Contoocook       |                             |                                                    |
| New Jersey              | New Jersey State Fair              | Augusta          | 420000 (2013)               | 4,70 %                                             |
| New Mexico              | New Mexico State Fair              | Albuquerque      | 497000 (2016)               | 23,83 %                                            |
| New Mexico              | Southern New Mexico State Fair     | Las Cruces       |                             |                                                    |
| New Mexico              | Northern Navajo Nation Fair        | Shiprock         |                             |                                                    |
| New York                | Great New York State Fair          | Syracuse         | 1329275 (2019)              | 6,8 %                                              |
| North Carolina          | North Carolina State Fair          | Raleigh          | 1028364 (2016)              | 10,34 %                                            |
| North Carolina          | Dixie Classic Fair                 | Winston-Salem    | 357416 (2011)               | 3,7 %                                              |
| North Carolina          | North Carolina Mountain State Fair | Fletcher         | 187819 (2007)               | 1,89 %                                             |
| North Dakota            | North Dakota State Fair            | Minot            | 293123 (2016)               | 39,64 %                                            |
| Ohio                    | Ohio State Fair                    | Columbus         | 921000 (2016)               | 7,95 %                                             |
| Oklahoma                | Oklahoma State Fair                | Oklahoma City    | 900000 (2012)               | 23,21 %                                            |
| Oklahoma                | Tulsa State Fair                   | Tulsa            | 1206000 (2016 Schätzung)    | 31,10 %                                            |
| Oregon                  | Oregon State Fair                  | Salem            | 295000 (2016 Schätzung)     | 7,43 %                                             |
| Pennsylvania            | Allentown Fair                     | Allentown        | 500000 (2014 Schätzung)     | 3,91 %                                             |
| Pennsylvania            | Butler Fair                        | Prospect         | 240000 (2011, Schätzung)    | 1,88 %                                             |
| Pennsylvania            | Bloomsburg Fair                    | Bloomsburg       | 364037 (2015)               | 2,85 %                                             |
| Pennsylvania            | The Reading Fair                   | Reading          | 40000 (2016)                | 0,3 %                                              |
| Pennsylvania            | York State Fair                    | York             | 555252 (2016)               | 4,34 %                                             |
| Rhode Island            | Washington County Fair             | Richmond         | 100000 (geschätzt)          | 9,48 %                                             |
| South Carolina          | South Carolina State Fair          | Columbia         | 464878 (2016)               | 9,62 %                                             |
| South Dakota            | South Dakota State Fair            | Huron            | 211371 (2016)               | 24,77 %                                            |
| Tennessee               | Tennessee State Fair               | Nashville        | 115000 (2015)               | 1,76 %                                             |
| Tennessee               | Delta Fair                         | Memphis          | 200000 (2016, ca.)          | 3,05 %                                             |
| Tennessee               | Tennessee Valley Fair              | Knoxville        | 180000 (geschätzt)          | 2,75 %                                             |
| Texas                   | South Texas State Fair             | Beaumont         | 175000 (2014)               | 0,65%                                              |
| Texas                   | State Fair of Texas                | Dallas           | 2049118 (2018)              | 7,24 %                                             |
| Texas                   | East Texas State Fair              | Tyler            | 250000 (Schätzung für 2016) | 0,93%                                              |
| Texas                   | North Texas State Fair             | Denton           | 200000 (Schätzung für 2023) | 0,68%                                              |
| Utah                    | Utah State Fair                    | Salt Lake City   | 300000 (2014, Schätzung)    | 10,19 %                                            |
| Vermont                 | Vermont State Fair                 | Rutland          | 40000-50,000 (2022)         | 9,83 %                                             |
| Virginia                | State Fair of Virginia             | Caroline County  | 238000 (2014)               | 2,86 %                                             |
| Washington              | Central Washington State Fair      | Yakima           | 312191 (2016)               | 4,42 %                                             |
| Washington              | Evergreen State Fair               | Monroe           | 342631 (2016)               | 4,85 %                                             |
| Washington              | Northwest Washington Fair          | Lynden           | 189154 (2015)               | 2,68 %                                             |
| Washington              | Washington State Fair              | Puyallup         | 1117323 (2012)              | 15,82 %                                            |
| West Virginia           | State Fair of West Virginia        | Fairlea          | 155000-160,000 (2016)       | 8,65 %                                             |
| Wisconsin               | Wisconsin State Fair               | West Allis       | 1015815 (2016)              | 17,64 %                                            |
| Wisconsin               | Central Wisconsin State Fair       | Marshfield       | 85000 (2015)                | 1,48 %                                             |
| Wisconsin               | Northern Wisconsin State Fair      | Chippewa Falls   | 90000 (2016)                | 1,56 %                                             |
| Wyoming                 | Wyoming State Fair                 | Douglas          |                             |                                                    |

Bemerkungen
1. ↑  Die „Eastern States Exposition“, bekannter als „The Big E“, ist eine gemeinsame Ausstellung der sechs New England-Bundesländer (Connecticut, Maine, Massachusetts, New Hampshire, Rhode Island und Vermont)
2. ↑  Prozentwert in Bezug auf die Summe der Einwohner von Neuengland

## Nachweise
1. ↑  Attendance. 9. Juni 2016, abgerufen am 22. Juni 2023.
2. ↑  KP fair has big changes. 9. Juni 2014.
3. Tanana Valley State Fair begins Friday.
4. ↑  2015 Fair Continues Upward Trend. 24. Oktober 2015.
5. ↑  State Fair attendance stayed on par despite heavy rain.
6. ↑  Navajo Nation AG Expo/4th of July PRCA Rodeo > CANCELLED. In: nnfair.navajo-nsn.gov.
7. ↑  Arkansas State Fair sets new attendance record. 19. Oktober 2015.
8. ↑  Marjorie Kirk: California state fair attendance drops 14 percent. In: The Sacramento Bee.
9. ↑  Colorado State Fair attendance drops in 2016, but event considered a success.
10. ↑  Home - Delaware State News | Bay to Bay News.
11. ↑  Venuestoday.com. In: www.venuestoday.com.
12. ↑  Georgia National Fair sets new attendance record. In: 11Alive.com. Abgerufen am 19. März 2023 (amerikanisches Englisch).
13. ↑  320,000 visitors attend over North Georgia State Fair's 11-day run.
14. ↑  Eastern Idaho State Fair sets historic attendance records. In: East Idaho News. 16. September 2021, abgerufen am 19. März 2023 (amerikanisches Englisch).
15. ↑  Western Idaho Fair attendance up 12,000 people in 2016. In: KBOI. 9. September 2016, abgerufen am 19. März 2023 (englisch).
16. ↑  North Idaho State Fair. In: www.nisfair.fun.
17. ↑  'We didn't expect to see that much in growth': North Idaho State Fair sets attendance record. In: krem.com. 31. August 2022, abgerufen am 19. März 2023 (amerikanisches Englisch).
18. ↑  Illinois State Fair sets revenue record with Snoop Dogg, Reba McEntire major draws. In: Chicago Tribune.
19. ↑  Rainy weather hurts attendance at 2016 Indiana State Fair. In: wthr.com. 22. August 2016, abgerufen am 19. März 2023 (amerikanisches Englisch).
20. ↑  Fair Dates & Attendance.
21. ↑  Kansas State Fair attendance in 2016 third highest ever. In: AP NEWS. 24. Oktober 2016, abgerufen am 19. März 2023 (englisch).
22. ↑  Carolyn Tribble Greer:  It was a good year for the Kentucky State Fair In: Louisville Business First, 31. August 2017. Abgerufen am 16. November 2017
23. ↑  Weather Affects Attendance at State Fair of Louisiana.
24. ↑  Fair attendance up over last year.
25. ↑  Patrick: 2022 Maryland State Fair sets records with move to three weekends. In: Morning Ag Clips. 19. September 2022, abgerufen am 19. März 2023 (amerikanisches Englisch).
26. ↑  Michigan State Fair attendance up 15%.
27. ↑  Upper Peninsula State Fair, Escanaba Michigan.
28. ↑  Minnesota State Fair - Attendance. In: www.mnstatefair.org. 9. Juni 2016, archiviert vom Original am 9. Dezember 2014; abgerufen am 4. September 2019.
29. ↑  Mississippi State Fair sets attendance record.
30. ↑  October 28, 2013 Press Release | Missouri State Fair. Archiviert vom Original am 22. Februar 2014.
31. ↑  Montana State Fair numbers solid this year. In: The Washington Times. Abgerufen am 19. März 2023 (amerikanisches Englisch).
32. ↑  Early numbers for MontanaFair attendance and sales. In: KULR-8 Local News. Abgerufen am 19. März 2023 (englisch).
33. ↑  Kelli Rollin:  State Fair 2017 attendance nears all-time record In: The Grand Island Independent, BH Media Group, Inc., 5. September 2017
34. ↑  Nebraska State Fair Sets a New Attendance Record (Press Release).
35. ↑  Nevada Fair sees second successful year in Carson City.
36. ↑  Big e Attendance Records.
37. ↑  Linda Moss: N.J.'s State Fair Meadowlands wraps up, beats last year's attendance. In: NorthJersey. 7. Juli 2013, archiviert vom Original am 9. März 2017.
38. ↑  New Mexico State Fair attendance increased 8-percent. 29. September 2016.
39. ↑  Daily Attendance.
40. ↑  Newsroom. In: ncstatefair.org. Archiviert vom Original am 26. Juli 2016.
41. ↑  2007 NC Mountain State Fair. In: ncagr.com. Archiviert vom Original am 27. April 2007.
42. ↑  Attendance numbers released for ND State Fair. 31. Juli 2016.
43. ↑  Ohio State Fair Attendance Just Short of a Record. 8. August 2016.
44. ↑  Carnivalwarehouse.com's 2012 Top 50 Fairs. In: carnivalwarehouse.com. Archiviert vom Original am 2. Juni 2013.
45. ↑  About Us. In: tulsastatefair.com. Archiviert vom Original am 13. April 2016.
46. ↑  Oregon State Fair reports increase in attendance, revenue.
47. ↑  About Us. In: Allentown Fairgrounds. Archiviert vom Original am 20. Juli 2014.
48. ↑  The Big Butler Fair | Always Over the Fourth. In: The Big Butler Fair.
49. ↑  Fair Attendance. In: thebloomsburgfair.com. Archiviert vom Original am 1. April 2017.
50. ↑  5 Door and Window Replacement in Berks County, PA. In: thereadingfair.
51. ↑  How many people attended the 2016 York Fair?
52. ↑  For the 50th, a full slate of favorites.
53. ↑  2016 Fair Closes with Banner Attendance. In: South Carolina State Fair. 24. Oktober 2016, archiviert vom Original am 9. März 2017.
54. ↑  South Dakota State Fair Attendance Up Slightly Over 2015. In: KDLT News. Archiviert vom Original am 9. März 2017.
55. ↑  State fair continues to build attendance from past years. In: Columbia Daily Herald. Archiviert vom Original am 9. März 2017.
56. ↑  Delta Fair Attendance Down This Year. In: Local Memphis. Archiviert vom Original am 9. März 2017.
57. ↑  Tennessee Valley Fair. In: www.tnvalleyfair.org.
58. ↑  South Texas State Fair attendance up 10,000 from last year. 7. April 2014.
59. ↑  Daily Attendance.
60. ↑  Waterson, James and Seymour, Rachel Anne. Pulling Up Stakes:  East Texas State Fair Says Goodbye Until Next Year. Tyler Morning Telegraph, October 4th, 2010, p. 1A, 6A
61. ↑  East Texas State Fair.
62. ↑  Sponsors. In: North Texas Fair & Rodeo. Abgerufen am 20. März 2023.
63. ↑  Utah State Fair draws crowds, generates profits for 2014 season. In: Deseret News. 15. Oktober 2014, abgerufen am 20. März 2023 (englisch).
64. ↑  State fair sets new attendance record. In: The Mountain Times. 24. August 2022, abgerufen am 20. März 2023 (amerikanisches Englisch).
65. ↑  Storms muddy State Fair of Virginia's traffic, revenue.
66. ↑  Final weekend pushes state fair attendance over 312,000. In: KHQ. 3. Oktober 2016, archiviert vom Original am 9. März 2017.
67. ↑  Attendance at Evergreen State Fair second-highest in 6 years. 17. September 2016.
68. ↑  Debbie Townsend: Attendance up at Northwest Washington Fair in Lynden. In: Bellingham Herald.
69. ↑  Puyallup Fair attendance tops 1.1 million, beats last year. In: The News Tribune. Archiviert vom Original am 13. November 2013.
70. ↑  Austin Davis: A look back at the 2016 State Fair. In: WWVA. 25. August 2016, archiviert vom Original am 9. März 2017.
71. ↑  Dan Shafer: Wisconsin State Fair attendance tops 1 million. In: www.bizjournals.com. 16. August 2016, abgerufen am 20. März 2023.
72. ↑  Central Wisconsin State Fair sets record.
73. ↑  Nearly 90K people attended the Northern Wisconsin State Fair. In: wqow.com. 18. Juli 2016, archiviert vom Original am 5. August 2016.